# Егунов, Валентин Владимирович
Валенти́н Влади́мирович Егуно́в (23 апреля 1976, Ростовская область, РСФСР, СССР) — российский футболист и футбольный тренер. Мастер спорта России по футболу.

## Биография
Воспитанник петербургского футбола. Выступал за клубы «Зенит», «Тюмень», «Торпедо-ЗИЛ», «Шинник». В Высшей лиге чемпионата России провёл 50 матчей, забил 8 мячей. В дебютный сезон с «Тюменью» в 1998 году покинул Высшую лигу. Команда установила антирекорд лиги, проиграв 26 матчей из 30 и забив только 17 мячей, 7 из которых провёл Егунов. Достойная игра нападающего на общем низком фоне привлекла внимание других команд, и в 1999 году Егунов перешёл в «Торпедо-ЗИЛ».
В Первой лиге отыграл 52 матча и забил 4 гола. В сезонах 2001 и 2002 годов снова играл за «Тюмень», в том числе во втором сезоне попав в тройку лучших бомбардиров зоны «Восток» Второго дивизиона. После исключения «Тюмени» из числа участников чемпионата ПФЛ в 2003 году перешёл в новокузнецкий «Металлург», где позже стал капитаном. Покинул клуб в 2006 году, играл в пляжный футбол в команде «Тим» (Санкт-Петербург), но вернулся в «Металлург» в апреле 2009 года, снова получив капитанскую повязку. В первом же сезоне после возвращения стал лучшим бомбардиром зоны «Восток» Второго дивизиона с 15 мячами (в том числе два хет-трика). В следующем сезоне сохранил за собой звание лучшего бомбардира зоны, забив 19 мячей в 30 матчах (в том числе в одном матче 5 и ещё в одном 3). В середине сезона 2014/2015 Егунов объявил о завершении игровой карьеры и переходе на должность тренера, однако его дальнейшие появления на поле в качестве игрока в тот момент ещё не исключались. Нападающий действительно вернулся в состав команды в мае 2015 и провёл свой 230-й матч за «Металлург».
В 2016 году назначен главным тренером «Металлурга», выступавшего в зоне «Сибирь» 3-го дивизиона чемпионата России, однако уже в следующем сезоне, при новом владельце и выросшем бюджете, уступил пост Эдуарду Момотову.
Сын Александр игрок в пляжный футбол, футболист; дочь.

## Достижения
- Лучший бомбардир зоны «Восток» второго дивизиона: 2009 (15 мячей)[9], 2010 (19 мячей)